# Leslie Stuart
Leslie Stuart, nome d'arte di Thomas Augustine Barrett (Southport, 15 marzo 1864 – Richmond upon Thames, 27 marzo 1928), è stato un compositore inglese il cui nome resta legato ai primi musical teatrali. La sua opera più famosa rimane la commedia musicale Florodora (1899), ma fu autore anche di numerose canzoni molto popolari.
La canzone Tell Me, Pretty Maiden, scritta per Florodora, diventò uno standard del vaudeville.

## Biografia

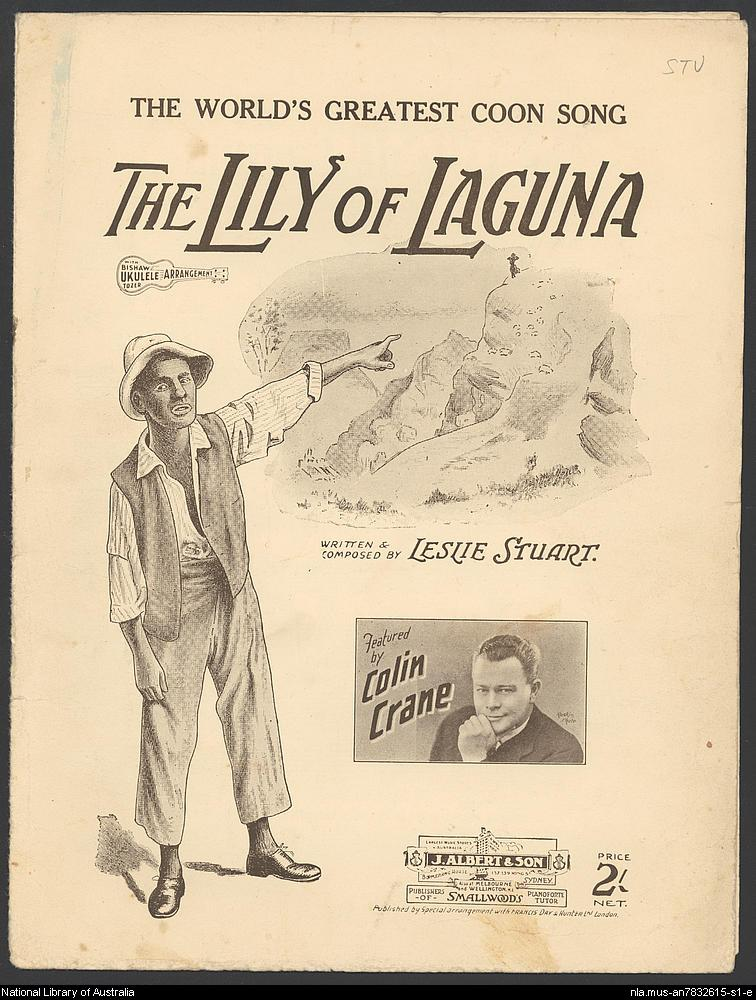
Lily of Laguna

Nato a Southport, vicino a Liverpool, la sua famiglia si trasferì a Manchester quando lui era ancora bambino.

### Inizio carriera
Stuart iniziò la sua carriera come organista alla Cattedrale di Salford. Componeva per il music hall, scrivendo canzoni sotto lo pseudonimo di Leslie Thomas, di Lester Barrett (il nome di suo fratello) e di Leslie Stuart. Scriveva la sua musica già da ragazzo, componendo per il vaudeville e per gli artisti blackface. Collaborò in questo modo con Eugene Stratton, per cui scrisse una delle sue canzoni più conosciute, Lily of Laguna (1898) e Little Dolly Daydream. Sua è anche la ballata patriottica Soldiers of the King del 1894, conosciuta poi nella versione Soldiers of the Queen (Soldati della regina).
A partire dal 1881, Stuart iniziò a lavorare a Manchester come impresario di concerti presso la Free Trade Hall usando il nome T. A. Barrett. Questi concerti presentavano prevalentemente selezioni di brani musicali tratti da opere di compositori come Arthur Sullivan o Alfred Cellier, accanto a pezzi tratti da opere liriche inglesi come quelle di Michael William Balfe o William Vincent Wallace. In occasione di questi concerti, si tenne una delle prime esecuzioni inglesi di Paderewski. Nel 1899, Stuart spostò la sala da concerto alla St James Hall, la più grande sala di Manchester, dove venivano presentate soprattutto selezioni di canzoni tratte da opere buffe, in special modo quelle composte da Gilbert e Sullivan.

## Spettacoli teatrali
- By the Sad Sea Waves (Broadway, 28 febbraio 1899-8 aprile 1899)
- Florodora (Londra, 11 novembre 1899-1901)
- Florodora (Broadway, 10 novembre 1900-25 gennaio 1902)
- Florodora (Broadway, 27 gennaio 1902-marzo 1902)
- The Silver Slipper (Broadway, 27 ottobre 1902-settembre 1903)
- The School Girl (Londra, 1903-1904)
- The School Girl (Broadway, 1º settembre 1904-10 dicembre 1904)
- Florodora (Broadway, 27 marzo 1905-22 aprile 1905)
- The Belle of Mayfair (Broadway, 3 dicembre 1906-30 marzo 1907)
- Havana (Broadway, 11 febbraio 1909-25 settembre 1909)
- The Slim Princess (Broadway, 2 gennaio 1911-1º aprile 1911)
- The Kiss Waltz (Broadway, 18 settembre 1911-2 dicembre 1911)
- Peggy (Broadway, 7 dicembre 1911-2 dicembre 1911)
- The Queen of the Movies (Broadway, 12 gennaio 1914-11 aprile 1914)
- Florodora (Broadway, 5 aprile 1920-14 agosto 1920)
- Hold Your Horses (Broadway, 25 settembre 1933-9 dicembre 1933)